# Fridwulfa
Fridwulfa is een personage uit de Harry Potter-boekenreeks van de Britse schrijfster J.K. Rowling. Zij is een Reus en de moeder van de half-reus Rubeus Hagrid en de reus Groemp.
Zij liet in 1928 haar man en hun zoon Rubeus achter om weer bij de Reuzen te gaan wonen. Met een andere reus kreeg ze later nog een zoon, Groemp, een volbloed reus. Toen Hermelien Griffel aan Rubeus Hagrid vroeg of hij tijdens zijn bezoek aan de reuzen iets over zijn moeder had gehoord, vertelde hij dat hij vernomen had dat ze jaren voor de Tweede Tovenaarsoorlog al was gestorven.

## Verschijningen
- Harry Potter en de Vuurbeker (enkel bij naam genoemd)
- Harry Potter en de Orde van de Feniks (enkel bij naam genoemd)